# Giuseppe Cavanna
Giuseppe Cavanna   (Vercelli, 18 de novembre de 1905 - Vercelli, 3 de novembre de 1976) fou un futbolista i director tècnic italià, que jugava en la posició de porter.

## Internacional
No va disputar cap partit amb la selecció de futbol d'Itàlia però va formar part de la plantilla que va participar en la Copa Mundial de Futbol de 1934.

### Participacions en Copes del Món
| Mundial                        | Seu    | Resultat |
| ------------------------------ | ------ | -------- |
| Copa Mundial de Futbol de 1934 | Itàlia | Campió   |

## Palmarès

### Copes internacionals
| Títol                  | Club              | País   | Any  |
| ---------------------- | ----------------- | ------ | ---- |
| Copa Mundial de Futbol | Selecció d'Itàlia | Itàlia | 1934 |